# Hakenwürmer
Die Hakenwürmer (Ancylostomatidae) sind eine Familie der Fadenwürmer (Nematoden). Von ihren Arten sind zwei für den Menschen pathogen (Necator americanus und Ancylostoma duodenale). Beide Arten kommen als Parasiten vor und haben keinen Zwischenwirt.
Der Befall mit Hakenwürmern heißt Ankylostomiasis oder Hakenwurmkrankheit (früher auch Dubini-Krankheit).

## Verbreitung
Hakenwürmer kommen weltweit vor. Bei Menschen verursachen sie in den Tropen und Subtropen die meisten Wurminfektionen. Es sind 900 Millionen Menschen betroffen, von diesen sterben bis zu 60.000 pro Jahr an der Infektion. Necator americanus ist in den Tropen verbreitet, wohingegen Ancylostoma duodenale meist in den Subtropen vorkommt.
Die Drittstadium-Larven in der Umwelt sind sehr anfällig gegenüber Trockenheit und direkter Sonneneinstrahlung. Hakenwurminfektionen kommen vor allem bei der Landbevölkerung in den Tropen und Subtropen vor und treten meist bei Kindern und Kleinbauern auf, bei denen die Fäkalien in die Nähe der Felder gelangen. Früher gab es auch in Mitteleuropa Infektionen mit Ancylostoma duodenale bei Bergarbeitern im Steinkohlebergbau, da dort genügend Feuchtigkeit und die passende Temperatur vorhanden waren. Er wurde deshalb als Grubenwurm bezeichnet. Diese Art, die auch in Italien vorkommt, wurde beim Bau des Gotthardtunnels (Baubeginn 1872) in der Schweiz entdeckt, aber bereits 1843 von Angelo Dubini erstmals beschrieben. Zur Erkundung der Lebensweise der Hakenwürmer und zur Diagnose der Ankylostomose hat unter anderem Giovanni Battista Grassi im 19. Jahrhundert beigetragen.

## Merkmale
Hakenwürmer sind klein bis mittelgroß haben einen runden Querschnitt. Die Mundkapsel ist groß und rund. Die Mundöffnung hat keine Lippen und ist nach vorn-oben gerichtet.

## Lebenszyklus
Der Hakenwurm durchläuft in seiner Entwicklung sieben Stadien. Neben dem Wurm, der sich geschlechtlich fortpflanzt und Eier legt, gibt es fünf aufeinander folgende Larvenstadien.
Hakenwürmer besiedeln den Dünndarm, wo das Weibchen die Eier ablegt. Diese werden mit dem Kot in die Umwelt ausgeschieden. Dort schlüpft die erste Larve, die sich von Bakterien im Kot ernährt. Aus dieser geht dann durch Häutung das zweite Larvenstadium hervor. Das sich daraus entwickelnde dritte Larvenstadium wandert aktiv in den Boden ein, wo sie sich in der obersten Schicht festsetzt und auf einen geeigneten Wirt wartet.
Die Infektion mit Hakenwürmern erfolgt entweder durch Schmierinfektion, also orale Aufnahme der ansteckenden Larve 3, oder bei vielen Hakenwurmarten durch Aufnahme über die Haut. Dabei bohrt sich die Larve 3 durch die Haut und gelangt auf dem Blutweg in die Lunge und häutet sich zur Larve 4. Von der Lunge aus wird diese in die Bronchien transportiert, wo sie aufgehustet und anschließend abgeschluckt wird. Nach dem Abschlucken setzt sie sich im Darm fest und häutet sich zum letzten Mal und wird zum ausgewachsenen Wurm. Die Adulten und die fünfte Larve saugen Blut an den Darmzotten.

## Hakenwurminfektion des Menschen
Durch den Blutverlust hervorgerufene Anämie (Ägyptische bzw. Äthiopische Chlorose) und weitreichende Zerstörung der Darmzotten können Leibschmerzen auftreten, wobei adulte Würmer 20 bis 30 Mikroliter Blut pro Tag aufnehmen können. Es treten Abgespanntheit, Müdigkeit, Bewusstlosigkeit, Depression und Apathie auf. Es kann zu Herzversagen und Tod kommen. Kinder sterben vor allem aufgrund des Blutverlustes.
Hakenwürmer können mit Mebendazol, Albendazol oder Pyrantel in Tablettenform behandelt werden. Nach sechs Wochen sollte eine Stuhluntersuchung zur Kontrolle des Behandlungserfolges durchgeführt werden. Hakenwurmimpfstoffe sind in Entwicklung. 2023 wurde eine medizinische Anwendung dieses Wurms beschrieben.

## Hakenwurminfektionen bei Tieren
Hakenwurminfektionen spielen vor allem bei Hunden und bei Katzen eine größere Rolle.

## Systematik
Zur Familie gehören 255 Arten in drei Triben, sieben Untertriben, und 21 Gattungen. Sie wird in zwei Unterfamilien unterteilt:
- Unterfamilie Ancylostomatinae Looss, 1905
  - Tribus Ancylostomatini Looss, 1905 (Lichtenfels, 1980)
    - Subtribus Ancylostomatinii Looss, 1905
      - Ancylostoma Dubini, 1843
      - Galoncus Railliet, 1918

    - Subtribus Arthrocephalinii Schmidt & Kuntz, 1968
      - Arthrocephalus Ortlepp, 1925
      - Arthrostoma Cameron, 1927
      - Placoconus Webster, 1956

    - Subtribus Globocephalinii Travassos & Vogelsang, 1932
      - Globocephalus Molin, 1861

    - Subtribus Uncinariinii Stiles, 1903
      - Bioccastrongylus Chabaud & Petter, 1961
      - Uncinaria Froelich, 1789

  - Tribus Bunostomini Railliet & Henry, 1909
    - Subtribus Acheilostominii Lichtenfels, 1980
      - Acheilostoma Leiper, 1911
      - Tetragomphius Baylis & Daubney, 1923

    - Subtribus Bunostominii Railliet & Henry, 1909
      - Bathmostomum Railliet & Henry, 1909
      - Brachyclonus Railliet & Henry, 1910
      - Bunostomum Railliet, 1902
      - Cameronecator Lichtenfels, 1980
      - Gaigeria Railliet & Henry, 1910
      - Grammocephalus Railliet & Henry, 1910
      - Monodontus Molin, 1861
      - Necator Stiles, 1903
- Unterfamilie Diaphanocephalinae Travassos, 1920
  - Tribus Diaphanocephalini Travassos, 1920
    - Subtribus Diaphanocephalinii Travassos, 1920
      - Cylicostrongylus Yamaguti, 1961
      - Diaphanocephalus Diesing, 1851
      - Kalicephalus Molin, 1861